# Vélodrome Jacques-Anquetil
Vélodrome Jacques-Anquetil (česky Velodrom Jacquese Anquetila) je sportovní stadion v Paříži. Nachází se v jihozápadní části Vincenneského lesíka ve 12. obvodu.

## Historie
Velodrom byl otevřen v roce 1894 pod názvem Vélodrome municipal de Vincennes (Městský velodrom Vincennes), zkráceně Vélodrome de la Cipale. V roce 1900 se zde odehrály 2. letní olympijské hry a v roce 1924 8. letní olympijské hry. V letech 1967-1974 zde končila Tour de France. Od té doby závod končí u Vítězného oblouku na Place Charles-de-Gaulle.
V roce 1987 byl velodrom přejmenován na počest francouzského cyklisty Jacquese Anquetila.

Vélodrome Jacques-Anquetil